# Palazzo Zani
Palazzo Zani, a Reggio Calabria, noto come l'ex Palazzo del Genio Civile, oggi sede della Facoltà di Giurisprudenza, prende il nome dall'ingegnere sammarinese Gino Zani che progettò questo e molti altri edifici della città durante l'ultima ricostruzione.

## Storia e descrizione
Con il suo imponente complesso architettonico, il palazzo occupa l'area delimitata da via Dei Bianchi (via Miraglia), via Felice Valentino, il corso Vittorio Emanuele III e via Vitrioli.
Su un lotto rettangolare, l'edificio progettato dallo Zani e presentato alla Commissione Edilizia nel luglio del 1920, è a due livelli più scantinato, e segue costantemente la linea di dislivello dal Lungomare sino ad arrivare a via Dei Bianchi dove si presenta con un comparto a maggiore altezza.
I prospetti quasi uniformi, nelle soluzioni d'angolo presentano corpi lievemente sporgenti, sul Lungomare un corpo centrale poco più alto e leggermente sporgente, il piano terra è definito, per tutta la sua altezza, da un bugnato con una serie di finestre ad arco con cornice chiave di volta allungata, negli angoli ampie aperture con mensole che sostengono l'arco semicircolare ed un timpano ornato, alla stessa maniera il prospetto su via Dei Bianchi ad eccezione della definizione di accesso che offre un'ampia scalinata. Palazzo Zani, non presenta - all'ingresso anteriore -  rampe che consentano l'ingresso a persone in sedia a rotelle. Invece, è possibile accedere alla Facoltà di Giurisprudenza da via Vittorio Emanuele III al civico 119.

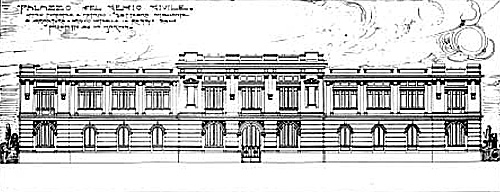
Palazzo Zani, disegno progettuale

Al piano superiore con ritmo regolare, interrotto da lesene, si distinguono ampie aperture rettangolari con un fregio decorato, ai due estremi del corpo centrale due finestre con mensolone che sorregge la cornice ed il frontone con timpano decorato, il tutto sovrastato da un cornicione e da una balaustra in cemento attorno al tetto a terrazzo.
Palazzo Zani è stato di recente designato per ospitare la sede della facoltà di Giurisprudenza dell'Università degli Studi Mediterranea.

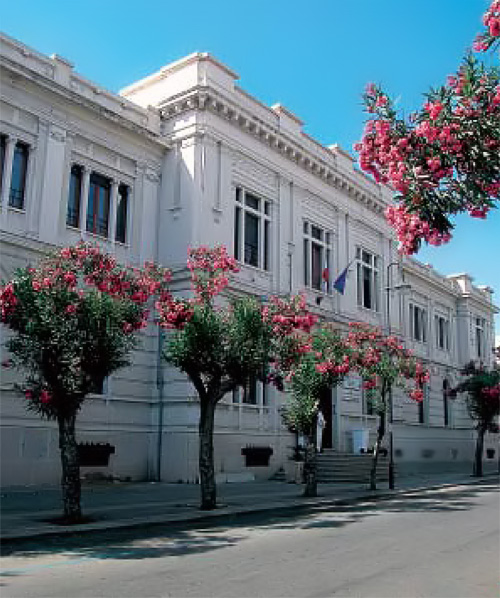
Scorcio di Palazzo Zani, visto da via Miraglia